# District de Kota Kinabalu
Le district de Kota Kinabalu (malais : Daerah Kota Kinabalu  ) est un district administratif de l'État malaisien de Sabah, qui fait partie de la Division de la côte occidentale. La capitale du district est dans la ville de Kota Kinabalu .

## Démographie
Selon le recensement de 2010, la population du district était de 462 963 habitants. Les principaux groupes ethniques étaient les Chinois (20 %), les Kadazan-Dusun (en) (15 %), les Bajaus (16 %), les Malais (8 %) et les Muruts (6 %). Comme dans la plupart des autres régions de Sabah, il y avait également un nombre important d'immigrants illégaux du sud des Philippines - principalement de l' archipel de Sulu et de Mindanao - dont beaucoup ne sont pas inclus dans les statistiques démographiques.

## Galerie

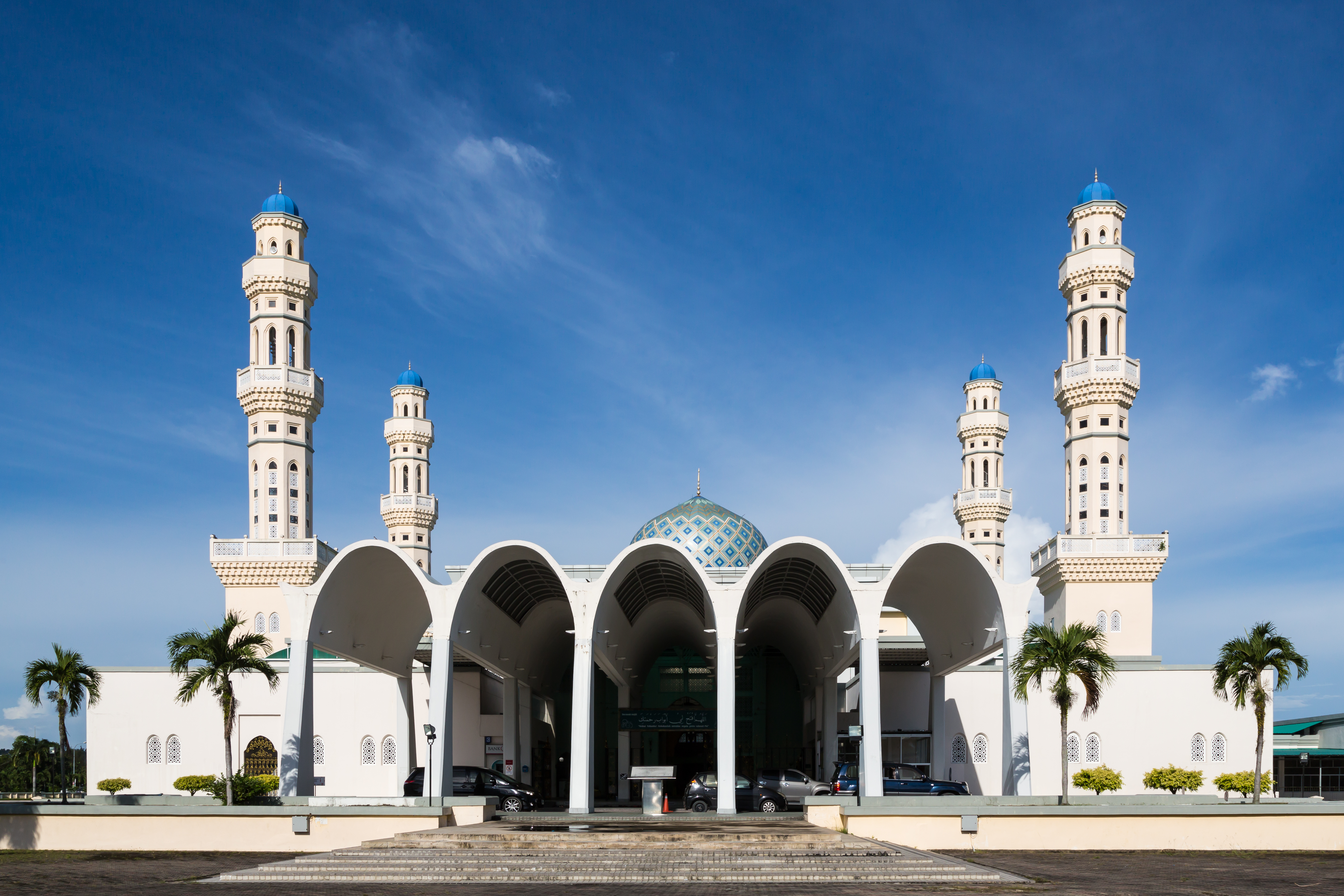
Kota Kinabalu City Mosque.
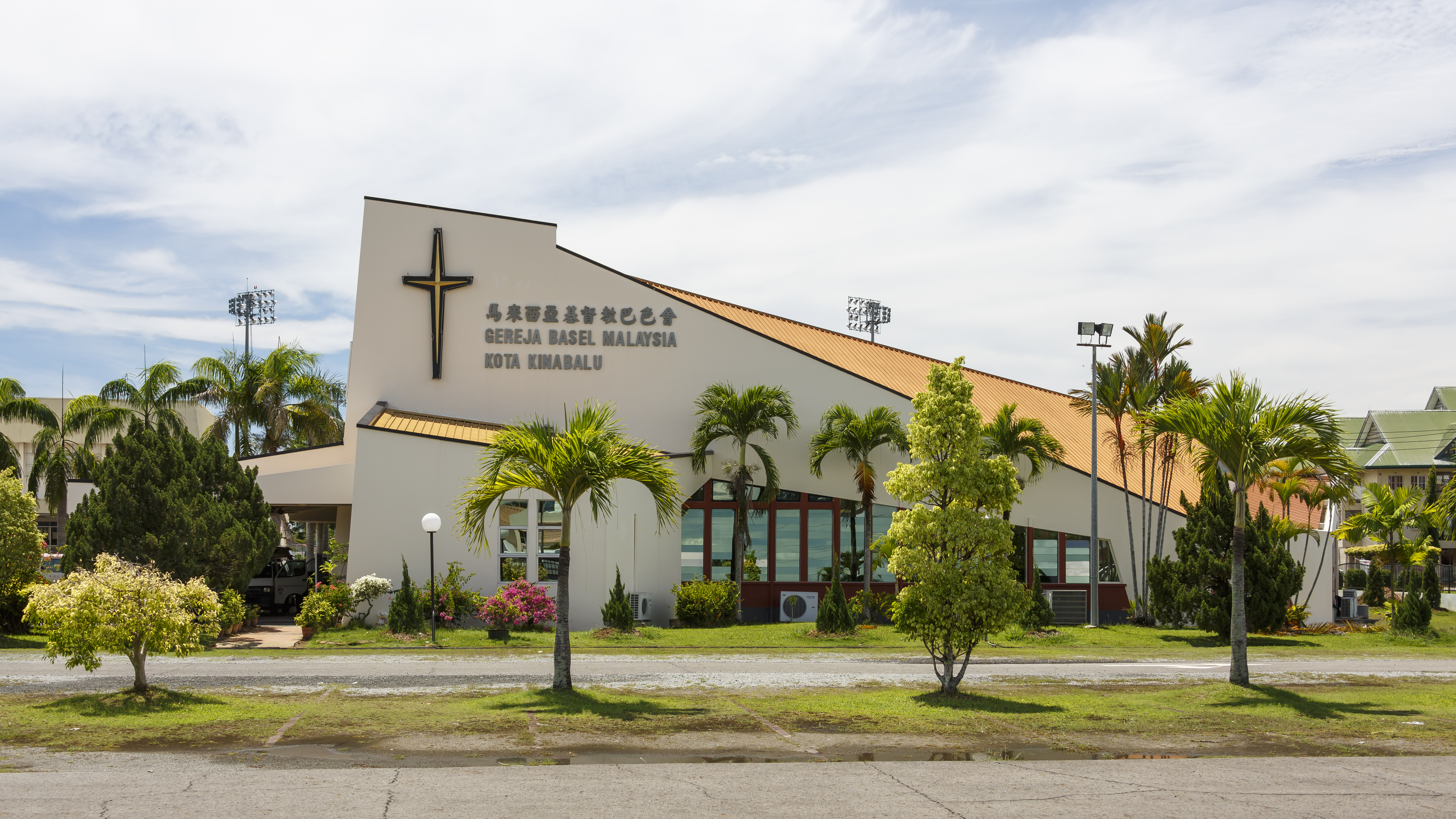
Église de Bâle Kota Kinabalu.
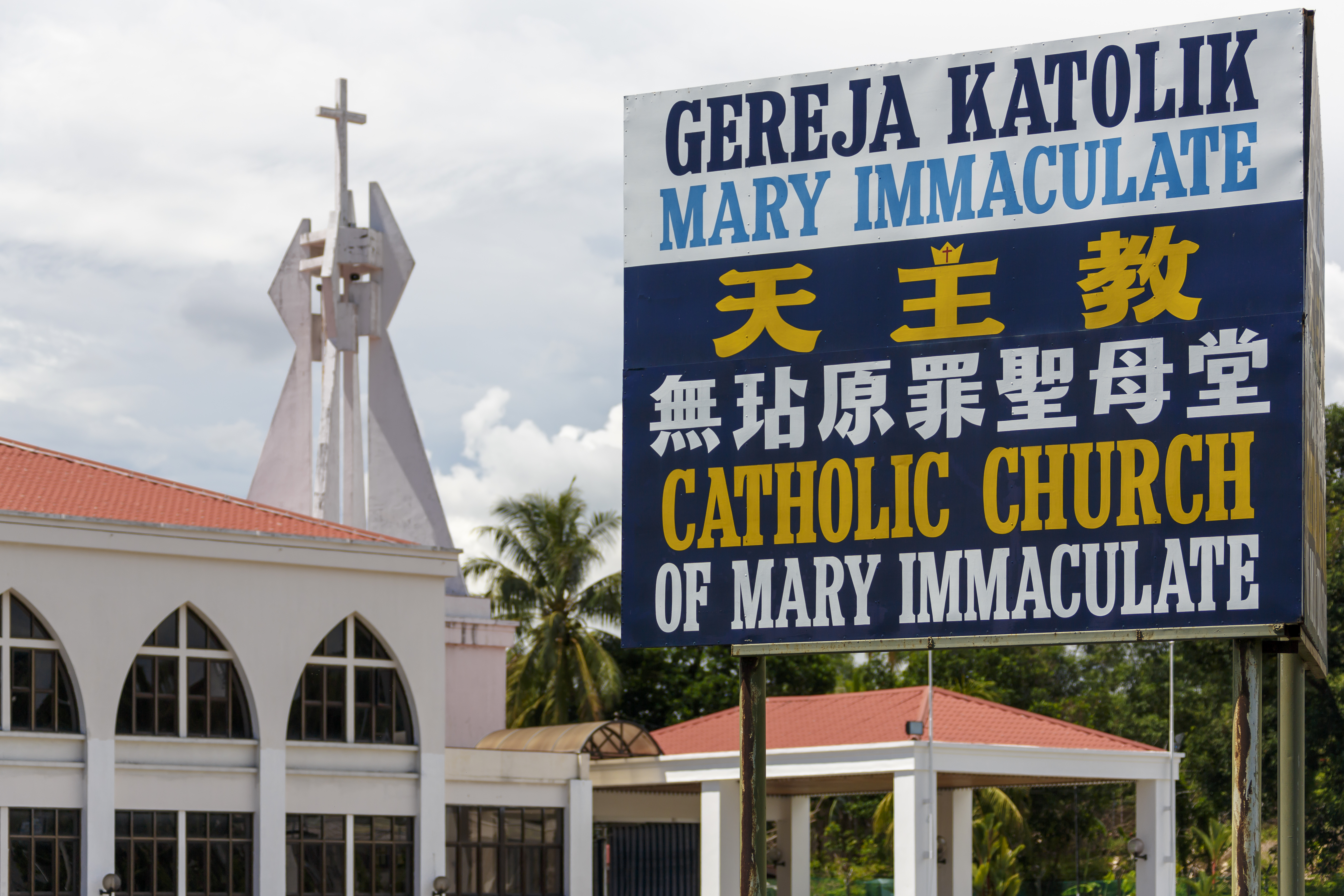
Église catholique Marie Immaculée.
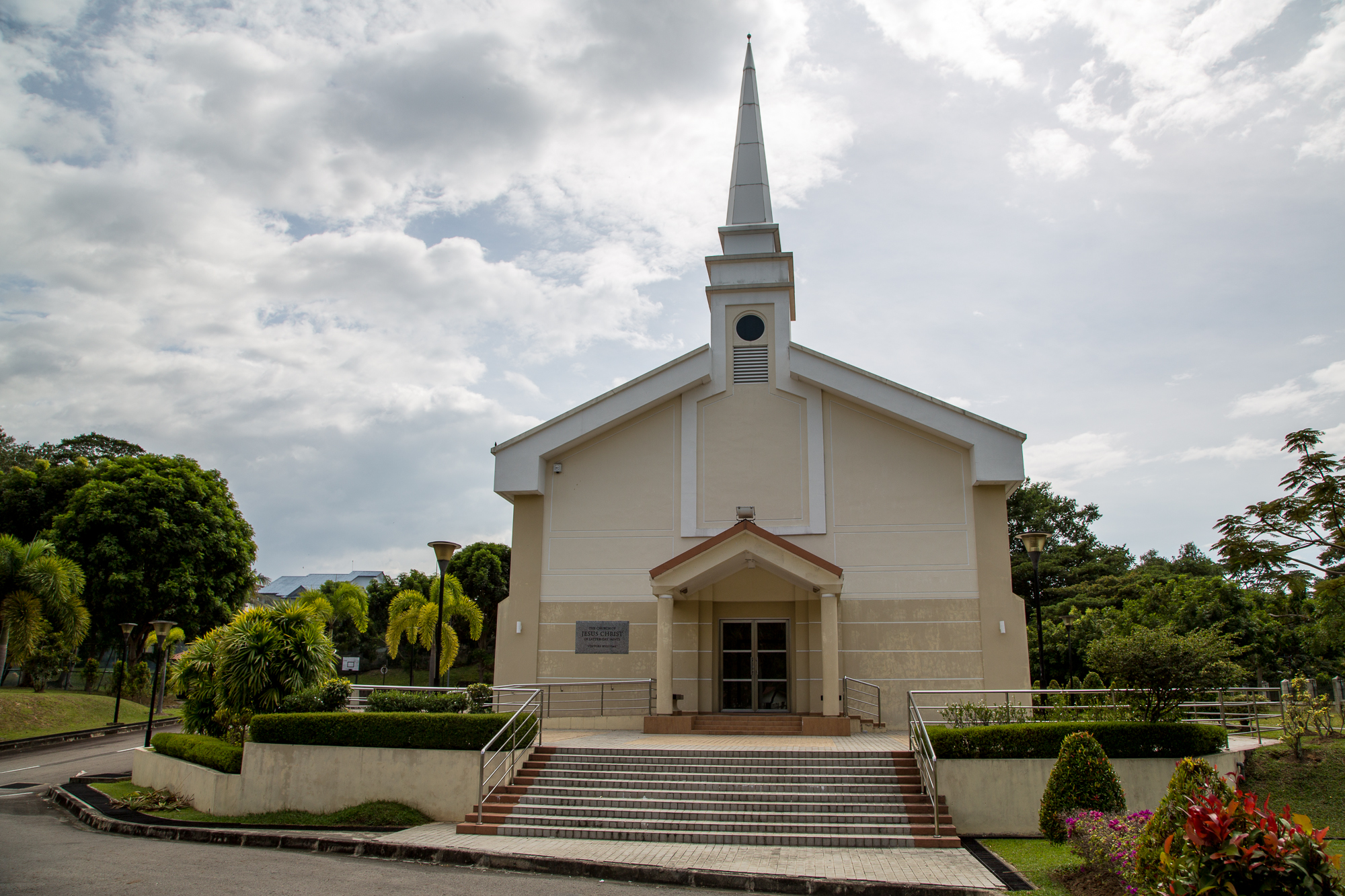
Église des saints des derniers jours de Kota Kinabalu.
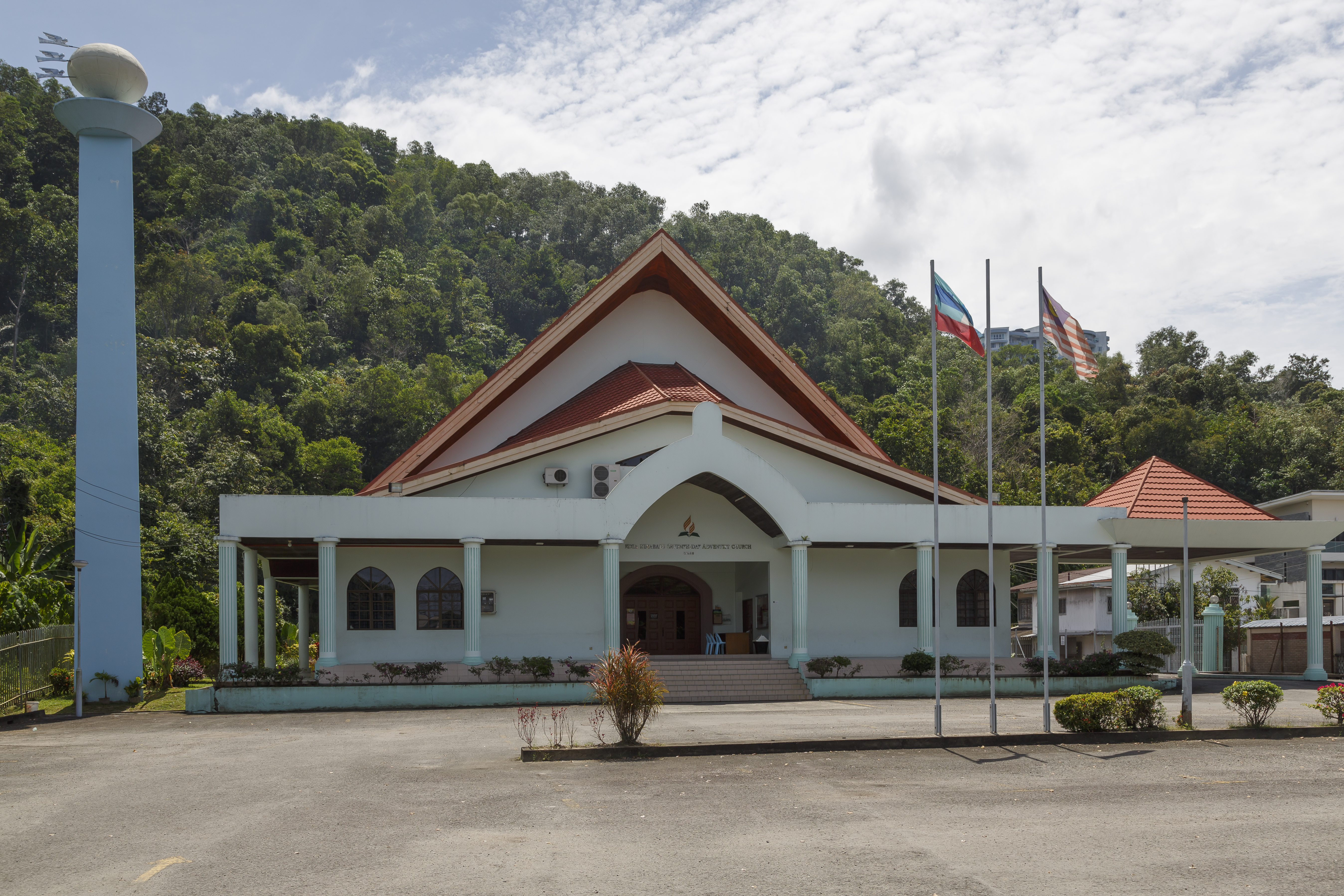
Église adventiste du septième jour de Kota Kinabalu.
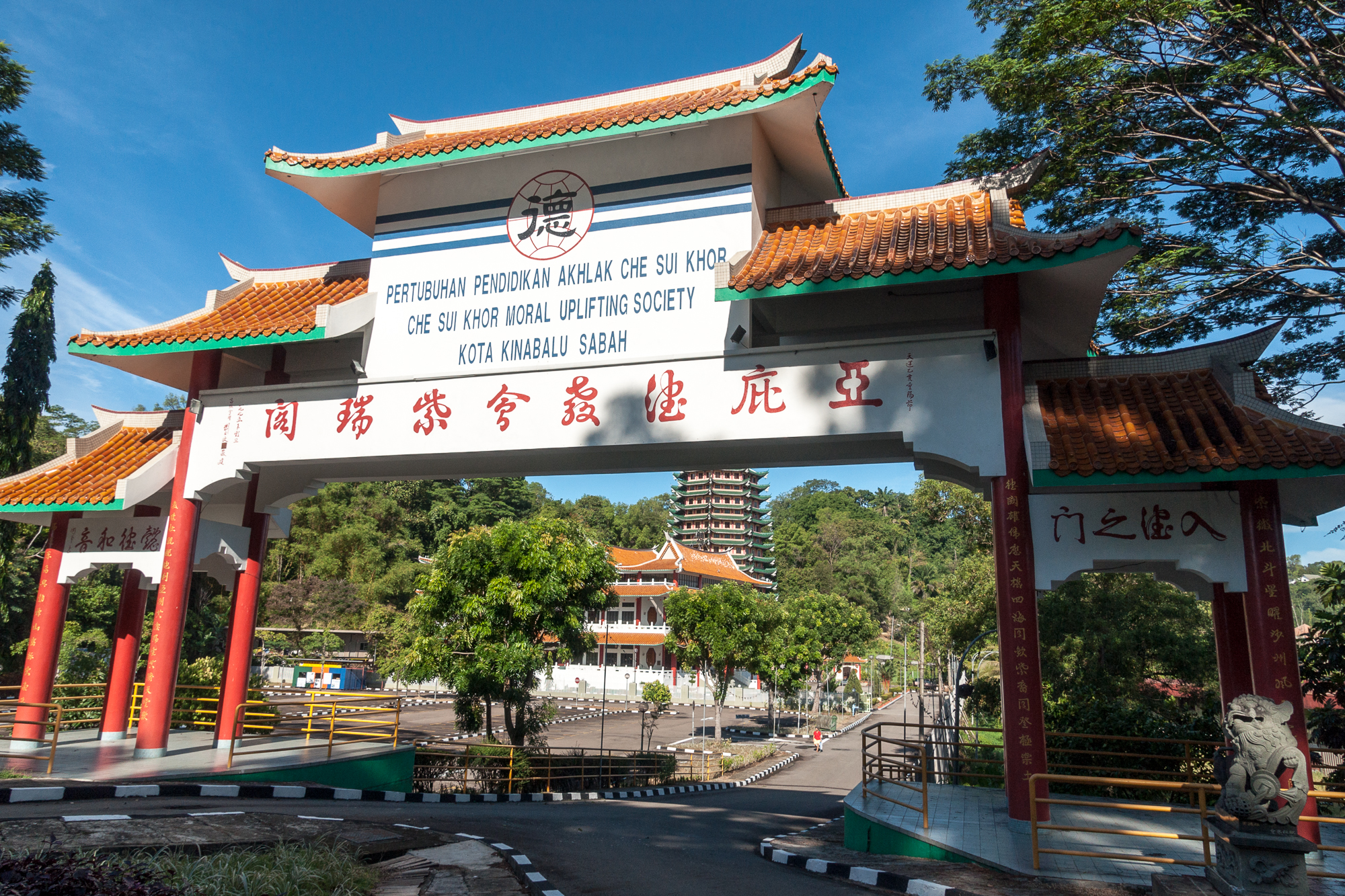
Che Sui Khor Pagoda (en).
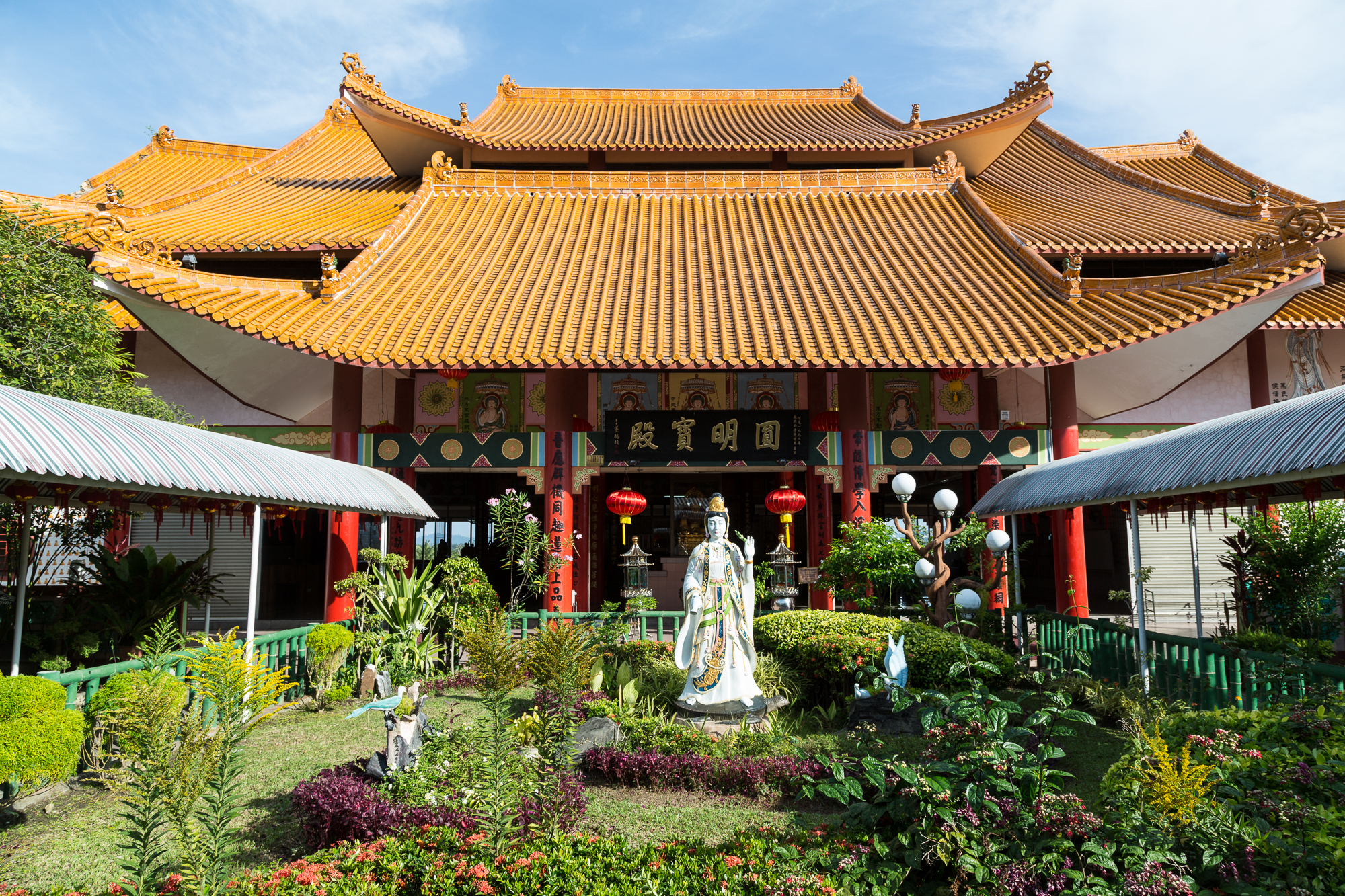
Temple de Pu Tuo Si.
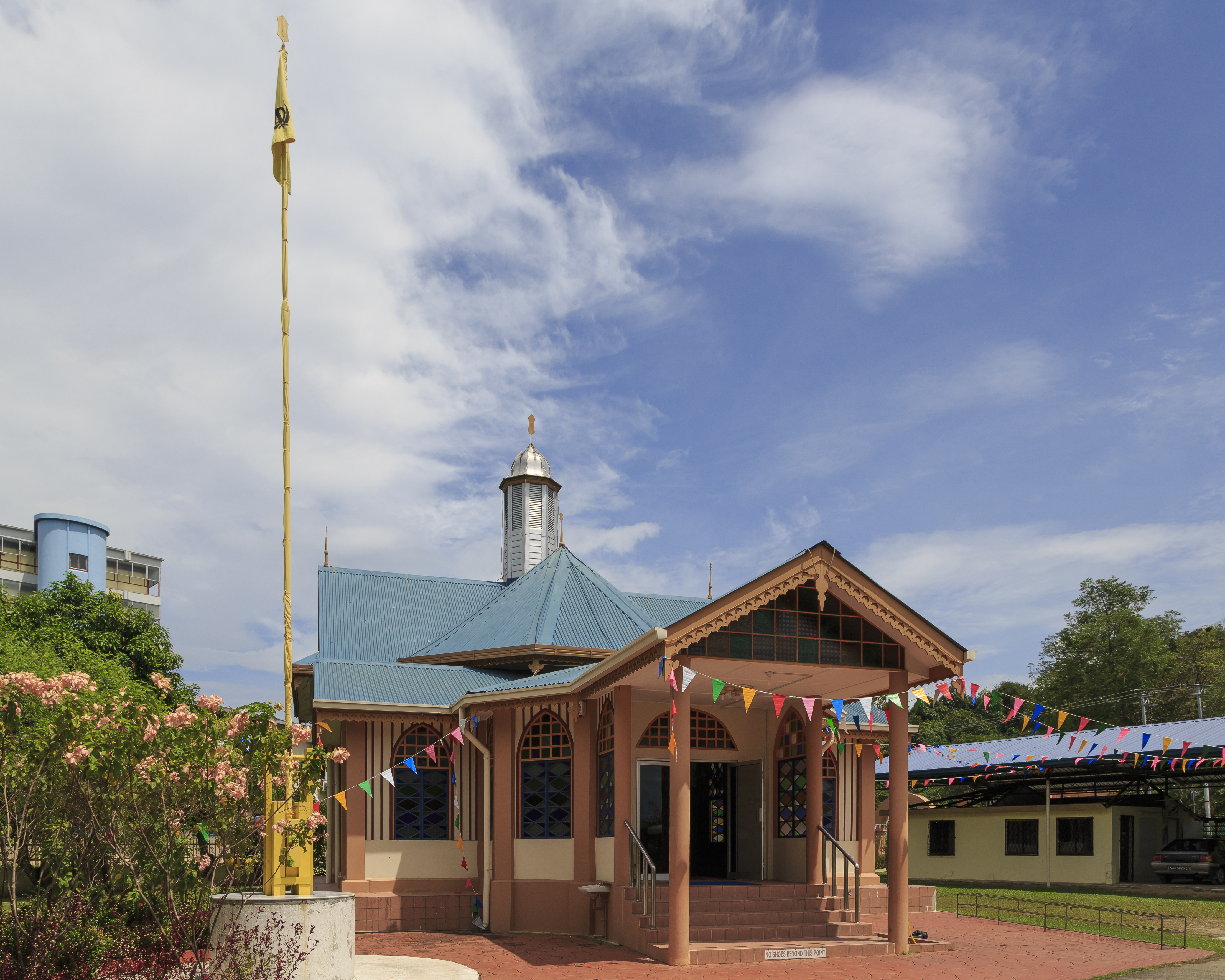
Gurdwara Sahib Kota Kinabalu.
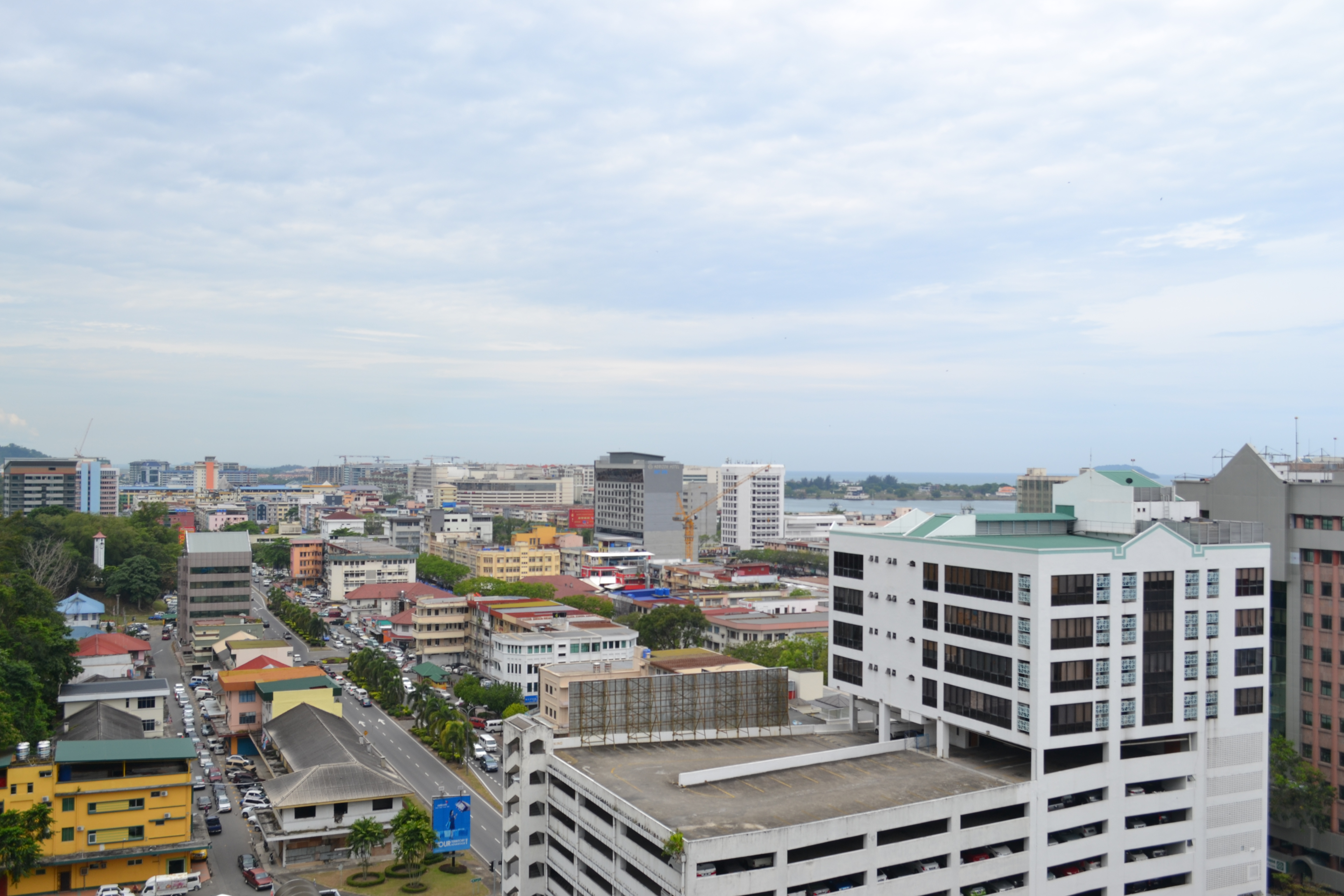
Centre-ville de Kota Kinabalu.

## Voir également
- Districts de Malaisie